# Orleanesia pleurostachys
Orleanesia pleurostachys là một loài thực vật có hoa trong họ Lan. Loài này được (Linden & Rchb.f.) Garay & Dunst. mô tả khoa học đầu tiên năm 1965.